# ФК Јединство Коњевићи
Фудбалски клуб Јединство Коњевићи је фудбалски клуб из Коњевића код Чачка и тренутно се такмичи у Моравичкој окружној лиги, петом такмичарском нивоу српског фудбала. Клуб је основан 1960. године. Боје клуба су плава и бела.
Фудбалски клуб Јединство из Коњевића је неколико пута био првак Окружне лиге и освајач општинског фудбалског купа.